# Église Santa Giuliana Falconieri
L'église Santa Giuliana Falconieri (en français : Sainte-Giuliana-Falconieri) est une église romaine située dans le quartier du Gianicolense sur la piazza Francesco Cucchi.

## Historique
Construite au XXe siècle, cette église qui sert de chapelle rattachée à la basilique San Pancrazio, est dédiée à la florentine Giuliana Falconieri de l'Ordre des Servites de Marie, canonisée par Clément XII en 1737.

## Architecture et ornements
La façade est ornée d'un petit portique avec un tympan brisé surmonté d'une statue de la Vierge dans une niche. L'intérieur est à triple nefs avec une abside décorée d'une fresque représentant la Déposition et une sculpture de l'Annonciation œuvres de Lorenzo Ferri.

## Sources et références
- (it) Cet article est partiellement ou en totalité issu de l’article de Wikipédia en italien intitulé « Cappella di Santa Giuliana Falconieri » (voir la liste des auteurs).
- Église Santa Giuliana Falconieri sur Commons